# Gregersen Hugó
Saági Gregersen Hugó, születési nevén Gregersen Hugó József (Budapest, 1889. július 16. – Budapest, 1975. november) magyar építész, festőművész. 

## Életpályája
Iskoláit Budapesten végezte; nyaranként kőművesként dolgozott. 1914 előtt Münchenben a Polytechnikumban tanult, vele párhuzamosan a Képzőművészeti Akadémia festő tagozatát is látogatta. 1914–1918 között az olasz és az orosz fronton szolgált. Építészeti gyakorlatát Jablonszky Ferenc tervező-építész mellett szerezte 1918–1920 között. Az első világháború után a Műcsarnok rendszeres kiállítója volt. 1920–1925 között különböző építési vállalkozók irodáiban dolgozott. 1925-ben saját építési irodát nyitott, melyet 1950-ig vezetett. Münchenben szerzett diplomáját soha nem honosíttatta, ennek ellenére a Mérnöki Kamara és a Magyar Mérnök- és Építész Egylet 1932-ben felvette tagjai közé. 1945 előtt több mint 20 házat épített. 1945 után részt vett a háborús károk helyreállításában. 1950–1952 között a Mezőgazdasági Tervező Vállalat, 1952–1960 között a Kereskedelmi Tervező Vállalat vezető tervezője volt.

## Családja
Szülei Gregersen Hugó és Leitgeb Paula. Nagyapja, a norvég Gregersen Guilbrand (1824–1910) 1847-ben költözött Magyarországra. Első felesége Kovács Erzsébet, akivel 1917. június 2-án Budapesten kötött házasságot, majd 1930-ban elváltak. Második felesége, Lux Alice (1906–1988) szobrászművész volt.
Sírja a Farkasréti temetőben található (35-5-73).

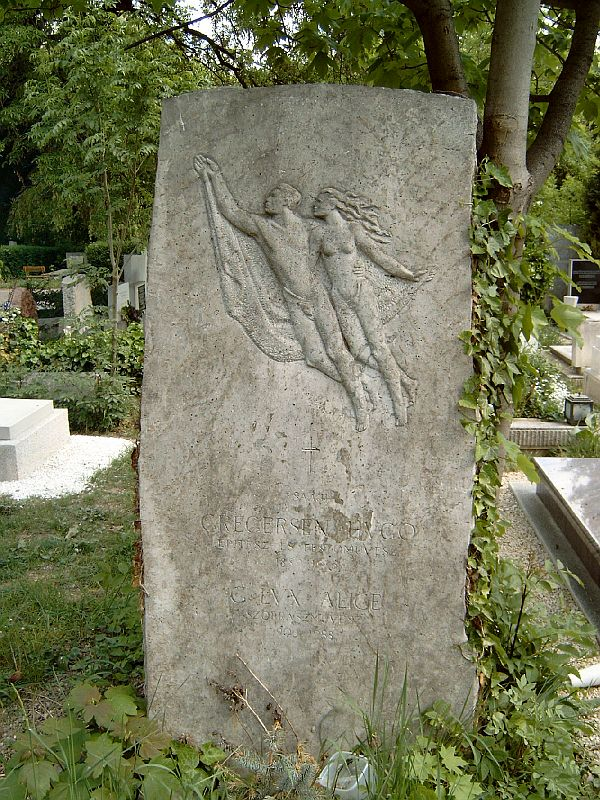
Gregersen Hugó és Lux Alice G. szobrász sírja Budapesten. Farkasréti temető: 35-5-73.

## Fontosabb tervezései, lakóházak
- Ráth György u. 36. (1929)
- Kis János altábornagy u. 32. (1932)
- Böszörményi út 17. (1933)
- Móricz Zsigmond körtér 6/8/10. (1934)
- Fő u. 37/c (1936)
- Bem u. 24. (1936)
- Pozsonyi út 41. (1937)
- Alkotás u. 9. (1938)
- Árpád fejedelem útja 56. (1942)

## Középületei
- Központi Statisztikai Hivatal helyreállitása és új könyvtára (1945-1948)
- Debreceni Penicillingyár (1950)
- hűtőházak Kaposvárott, Győrben, Debrecenben (1951-1952)
- a Divatcsarnok átalakítása (1956)
- a Gundel étterem újjáépítése (1957)